# الناحية المركزية (مقاطعة علي أباد)
الناحية المركزية لمقاطعة علي أباد (بالفارسية: بخش مرکزی شهرستان علی‌آباد) هي ناحية في مقاطعة علي أباد التابعة لمحافظة غلستان في إيران. في تعداد عام 2006، كان عدد سكانها 89,204 نسمة في 21,632 عائلة. فيها ثلاث مدن: علي أباد كتول وسنغدوين ومزرعة. وفيها قسمان ريفيان قسم كتول الريفي وقسم رزين غل الريفي.